# Atlantis Verlag (Phantastik)
Der Atlantis Verlag ist ein 1999 gegründeter Kleinverlag mit Sitz in Stolberg. Der Verlag ist Teil der deutschen Phantastikszene und verlegt Horror-, Fantasy- und Science-Fiction-Literatur. 

## Verlagsprogramm
Der Verlag bietet seine Publikationen nicht nur wie branchenüblich als Paperbacks an, sondern stellt auch Hardcover-Editionen her, die nur direkt vom Verlag beziehbar sind; zusätzlich gibt es E-Book-Versionen.
Mehrere Publikationen des Verlages konnten renommierte Literaturpreise gewinnen:
- 2002 Deutscher Science Fiction Preis für Die Zeitmaschine Karls des Großen von Oliver Henkel
- 2003 Deutscher Science Fiction Preis für Kaisertag von Oliver Henkel
- 2007 Deutscher Science Fiction Preis für Die fünf Seelen des Ahnen von Ulrike Nolte
- 2011 Kurd-Laßwitz-Preis und Deutscher Science Fiction Preis für Walpar Tonnraffir und der Zeigefinger Gottes von Uwe Post
- 2015 Kurd-Laßwitz-Preis (bestes ausländisches Werk und beste Übersetzung) für Verlorene Paradiese von Ursula K. LeGuin

### Periodika und Reihen
Neben der Zeitschrift Phase X, die seit 2006 in unregelmäßigen Abständen Erzählungen, Kurzgeschichten und Novellen der phantastischen Genres in Themenausgaben veröffentlicht, fungierte der Atlantis Verlag zunächst als Distributor der elektronischen Version und seit Mitte 2012 auch als Herausgeber der Zeitschrift Phantastisch!, die hauptsächlich Sekundärliteratur bringt.
Bei Atlantis erscheint die Space Opera aus dem Liaden-Universum von Sharon Lee und Steve Miller. Die SF-Serie Rettungskreuzer Ikarus wurde 2000 von Dirk van den Boom initiiert und hat es bislang auf 79 Bände (und eine Nachauflage der ersten Ausgaben) gebracht; zu den Autoren gehören neben van den Boom u. a. Sylke Brandt, Irene Salzmann, Achim Hiltrop, Nicole Rensmann, Christel Scheja und Hermann Ritter. Mehrere Folgen der Serie gibt es auch als Hörspiel. Saramee ist eine Fantasy-Reihe mit bislang 15 Bänden, während in der Reihe Horror-Klassiker Romane von Earl Warren und A. F. Morland erschienen sind.

### Weitere verlegte Autoren (Auswahl)
Kevin J. Anderson, Robert Asprin, Tobias Bachmann, Stefan Burban, Matthias Falke, Ben Calvin Hary, Frank W. Haubold, Achim Hiltrop, Harald Jacobsen, Martin Kay, Brian Keene, Jack Ketchum, H. D. Klein, Markus K. Korb, Siegfried Langer, Michael McCollum, Stefan T. Pinternagel, Holger M. Pohl, Uwe Post, Michael Siefener, E. C. Tubb.